# Андерсон, Ричард (звуковой монтажёр)
Ричард Л. Андерсон (англ. Richard L. Anderson) — американский звуковой монтажёр, наиболее известный по фильмам — «Звёздный путь», «Искатели утраченного ковчега», «Полтергейст», «Гремлины», «Цветы лиловые полей», «Хищник», «Битлджус», «Эдвард Руки-ножницы», «Бэтмен возвращается» и «Сердце дракона», а также мультфильмам — «Кошмар перед Рождеством», «Король Лев», «Анастасия», «Братец медвежонок», «Подводная братва», «Мадагаскар», «Лесная братва», «Смывайся!», «Шрек Третий» и «Астробой».
С момента начала своей карьеры в 1972 году, Ричард Л. Андерсон участвовал в создании почти 140 фильмов, а также был дважды номинирован на премию «Оскар» в категории «Лучший звуковой монтаж» — за «Полтергейста» и «Дневной свет», а в 1982 году, получил специальную премию «Оскар» — «За особые достижения» — за «Искателей утраченного ковчега».

## Биография
Ричард Л. Андерсон начал свою карьеру в голливудском кинематографе, в начале 1970-х годов, работая звуковым монтажёром над малоизвестными фильмами, а также телесериалами и телефильмами.
Но в 1980 году, Ричард Л. Андерсон начал работать руководящим монтажёром звуковых эффектов для легендарного фильма Стивена Спилберга 1981 года — «Искатели утраченного ковчега» об археологе Индиане Джонсе, за который Андерсон получил специальную премию «Оскар» — «За особые достижения» вместе с Беном Бёрттом.
После «Искателей утраченного ковчега», Ричард Л. Андерсон вносил вклад в сознание некоторых культовых фильмов 1980-х годов, включая — «Полтергейста», «Сорок восемь часов» (оба 1982 года), «Гремлинов», «Космическую одиссею 2010» (оба 1984 года), «Балбесов», «Цветы лиловые полей» (оба 1985 года), «Хищника» 1987 года и «Битлджуса» 1988 года.
В 1990-х годах, Ричард Л. Андерсон работал над не менее известными фильмами, такими как — «Дрожь земли», «Изгоняющий дьявола 3», «Эдвард Руки-ножницы» (все три 1990 года), «Бэтмен возвращается» 1992 года, «Уличный боец» 1994 года, «Аполлон-13» 1995 года, «Сердце дракона», «Дневной свет» (оба 1996 года) и «Сонная Лощина» 1999 года.
Но в 2000-х и 2010-х годах, Ричард Л. Андерсон начал работать над менее известными игровыми фильмами, включая — «Кошек против собак», «Планету обезьян» (оба 2001 года), «Хроники Спайдервика», «Королей улиц» (оба 2008 года), «Бунт ушастых» 2011 года, «Джека — покорителя великанов» 2013 года, «Превосходство» и «Мачо и ботана 2» (оба 2014 года).
Ричард Л. Андерсон также внёс свой вклад в сознание некоторых мультфильмов — «Кошмар перед Рождеством» 1993 года, «Король Лев» 1994 года, «Анастасия» 1997 года, «Муравей Антц» 1998 года, «Братец медвежонок» 2003 года, «Подводная братва» 2004 года, «Мадагаскар» 2005 года, «Лесная братва», «Смывайся!» (оба 2006 года), «Шрек Третий» 2007 года и «Астробой» 2009 года.
В апреле 2017 года, Ричард Л. Андерсон, в партнёрстве с компанией — Pro Sound Effects, выпустил звуковую библиотеку — The Odyssey Collection, в которой содержится более 16 000 звуковых эффектов, созданных Андерсоном и его партнёром Марком Манджини.

## Избранная фильмография
- Смертельный спорт (1978)
- Пиранья (1978)
- Новые американские граффити (1979)
- Звёздный путь (1979)
- Последний отсчёт (1980)
- Искатели утраченного ковчега[a] (1981)
- Полтергейст (1982)
- Сорок восемь часов (1982)
- Под огнём (1983)
- Улицы в огне (1984)
- Гремлины (1984)
- Космическая одиссея 2010 (1984)
- Балбесы (1985)
- Цветы лиловые полей (1985)
- Дети солнца (1986)
- Хищник (1987)
- Битлджус (1988)
- Доставить по назначению (1989)
- Дрожь земли (1990)
- Изгоняющий дьявола 3 (1990)
- Эдвард Руки-ножницы (1990)
- Бэтмен возвращается (1992)
- Хоффа (1992)
- Кошмар перед Рождеством (1993)
- Король Лев (1994)
- Уличный боец (1994)
- Аполлон-13 (1995)
- Чем заняться мертвецу в Денвере (1995)
- Сердце дракона (1996)
- Дневной свет (1996)
- Пик Данте (1997)
- Анастасия (1997)
- Муравей Антц (1998)
- Вирус (1999)
- Сонная Лощина (1999)
- Кошки против собак (2001)
- Планета обезьян (2001)
- Братец медвежонок (2003)
- Подводная братва (2004)
- Мадагаскар (2005)
- Лесная братва (2006)
- Смывайся! (2006)
- Шрек Третий (2007)
- Хроники Спайдервика (2008)
- Короли улиц (2008)
- Астробой (2009)
- Бунт ушастых (2011)
- Джек — покоритель великанов (2013)
- Превосходство (2014)
- Мачо и ботан 2 (2014)

## Награды и номинации
В 1982 году, Ричард Л. Андерсон получил специальную премию «Оскар» — «За особые достижения», за фильм «Искатели утраченного ковчега», вместе с Беном Бёрттом
Андерсон также был два раза номинирован на «Оскар» за лучший звуковой монтаж:
- 1983: «Полтергейст», вместе с Стивеном Хантером Фликом, проиграл Чарльзу Л. Кэмпбеллу и Бену Бёртту за «Инопланетянина»[2].
- 1997: «Дневной свет», вместе с Дэвидом Эй Уиттакером, проиграл Брюсу Стамблеру за «Призрака и Тьму»[3].

## Заметки
1. 1 2 3 4 5 6  Позже названные как «Индиана Джонс: В поисках утраченного ковчега»